# Le Silence (film, 1920)
Pour plus de détails, voir Fiche technique et Distribution.
Le Silence est un court métrage muet français réalisé par Louis Delluc, sorti en 1920.

## Synopsis
Pierre attend sa maîtresse Suzie et pense à Aimée, sa femme qu'il a tuée dans un accès de jalousie. Lorsque Suzie arrive enfin, c'est pour trouver le corps de Pierre qui s'est suicidé lorsqu'il a compris que la lettre dénonçant l'infidélité de sa femme et l'invitation qu'il a reçue pour ce soir sont écrites de la même main, à savoir celle de Suzie.

## Fiche technique
- Titre original : Le Silence
- Réalisation : Louis Delluc
- Scénario : Louis Delluc
- Photographie : Louis Chaix
- Société de production : Le Film d'art, Vandal et Delac
- Société de distribution : Agence générale cinématographique
- Pays de production :  France
- Langue originale : français
- Format : noir et blanc  — 35 mm — 1,33:1 — film muet
- Genre : drame
- Durée : 25 minutes
- Date de sortie :
  - France : 24 septembre 1920

## Distribution
- Ève Francis : Suzie
- Gabriel Signoret : Pierre
- Ginette Darnys : Aimée
- Andrew Brunelle : Jean, le jeune homme

## Analyse
Le Silence est presque entièrement composé de plans montrant Pierre dans son appartement et, lorsque son visage devient pensif, de nombreux flash-backs introduits par des fondus enchaînés ou des fondus à l'iris. Ces flashbacks, souvent très brefs, révèlent peu à peu la situation, de manière non chronologique et par association d'idées : on comprend d'abord que la femme qui lui envoie l'invitation est sa maîtresse, puis que son épouse est morte, qu'elle a été tuée, que lui-même est le meurtrier et quelles en sont les raisons. Le film est également entrecoupé de plans sur Suzie, qui se prépare pour aller retrouver Pierre, ou en regard-caméra.

## Préservation
Le film a été sauvegardé grâce aux Archives Françaises du Film et à une copie nitrate conservée dans leurs collections. La restauration n'a pas permis de retrouver tous les plans. Toutefois le scénario détaillé a été publié par Louis Delluc dans Drames de cinéma.